# Zona Litigio
Zona Litigio es un caserío peruano ubicado en el distrito de Cura Mori, perteneciente a la provincia y departamento de Piura, al norte del Perú. 

## Ubicación
Zona Litigio se ubica al suroeste de la provincia de Piura, en el distrito de Cura Mori, en el departamento de Piura.

## Demografía
En 2017 Zona Litigio tenía una población de 119 habitantes.
| Gráfica de evolución demográfica de Zona Litigio entre 1993 y 2017 |
|                                                                    |
| Fuentes: Población 1993 y 2017                                     |